# Takeshi Shudō

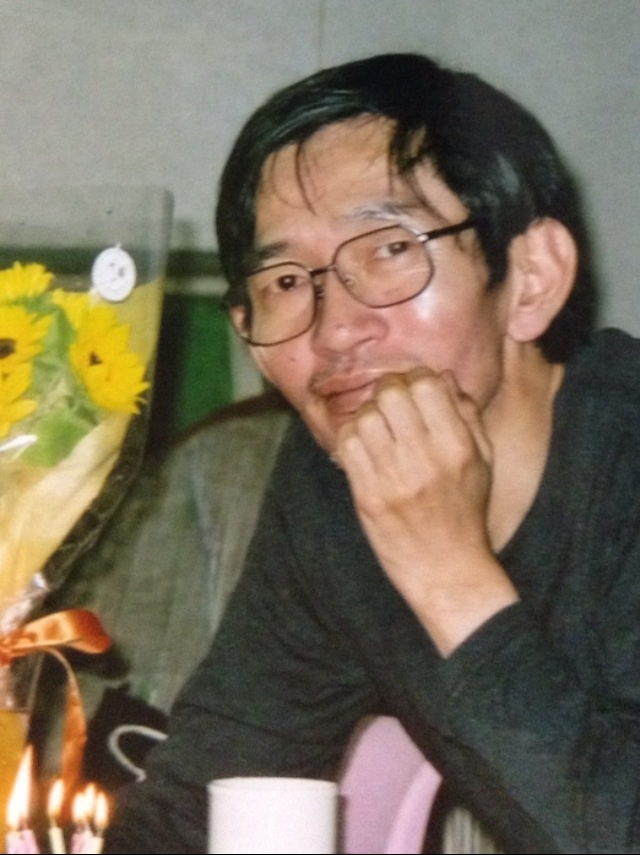
Takeshi Shudō

Takeshi Shudō (japanisch 首藤 剛志 Shudō Takeshi; geboren 18. August 1949; gestorben 29. Oktober 2010) war ein japanischer Drehbuchautor und Romanautor. Zu seinen Hauptwerken gehören Anime Space Warrior Baldios, die Serie Magical Princess Minky Momo und Pokemon. Er war auch ein Mitglied der Writers Guild of Japan (日本脚本家連盟, Nihon kyakuhonka renmei). Sein Vater war der Politiker Shudō Takashi (1923–2012).

## Karriere
Shudō wurde in der Präfektur Fukuoka geboren, zog als Kind nach Tokio, Sapporo und Nara, wo sein Vater zeitweise als Regierungsbeamter tätig war. Da Shudō die Aufnahmeprüfungen für das College nicht bestand, versuchte er sich auf eigene Kosten als Drehbuchautor und absolvierte ein entsprechendes Studium an der Universität Tokio. Im Alter von 19 gab er sein Debüt mit der 45. Episode des TV-Historiendramas Oedo Sōsamō. Sein Interesse galt aber mehr den Animationsfilmen und so versuchte er an Shōjo-Manga-Originalgeschichten mitzuschreiben. Eine größere Anerkennung blieb zunächst aus. Erst 1976 gelang es ihm mit Hilfe seiner Bekannten, der Drehbuchautorin Fukiko Miyauchi, Episoden für bekannte Serien wieManga Sekai Mukashibanashi, Paris no Isabelle und Manga Hajimete Monogatari zu schreiben. In den frühen 1980er Jahren arbeitete Shudō für das japanische Animationsstudio Tatsunoko Production, aber auch bei Ashi Productions und schrieb Episoden für Magical Princess Minky Momo und GoShogun. Sein Talent als Autor wurde erstmals 1984 mit dem Preis für das beste Drehbuch bei den ersten Japan Anime Awards für Manga Hajimete Monogatari gewürdigt.
Shudō arbeitete in den 1990er Jahren mit Regisseur Kunihiko Yuyama an der Fortsetzung von Minky Momo und später auch von Pocket Monsters, wo er die Figur von Lugia kreierte. Allerdings wurden nach Lugias Erschaffung von den Mitarbeitern viele Änderungen vorgenommen, die Shudō missfielen. So wurde zum Beispiel Lugia männlicher gemacht, was nicht in seinem Sinn war. Aus Frust darüber konsumierte Shudō viel Alkohol und Beruhigungsmittel.
Am 28. Oktober 2010 brach er nach einer Subarachnoidalblutung zusammen und wurde ins Krankenhaus eingeliefert. Er starb am darauffolgenden Tag im Alter von 61 Jahren.
2011 fand im Suginami Animation Museum in Suginami eine Gedenkausstellung mit dem Titel „In Memoriam of the Screenwriter Takeshi Shudo“ statt.

## Werke (Auswahl)
- Toshishun
- Dash!! Kappei
- Sengoku majin Go-Shogun
- Mahō no purinsesu Minkī Momo
- Sasuga no sarutobi
- Legend of the Galactic Heroes
- Aidoru tenshi yōkoso Yōko
- Mahō no purinsesu Minkî Momo (Mahō no Princess Minky Momo)
- Pokémon – Der Film
- Pokémon 2 – Die Macht des Einzelnen
- Pokémon 3 – Im Bann des Unbekannten
- Pokémon
- Dancouga Nova
- Anime Space Warrior Baldios